# Smith & Wesson Модель 52
Smith & Wesson Model 52, інколи також його називають 38 Master— самозарядний пістолет розробки компанії Smith & Wesson для Bullseye shooting. Він став одним з перших самозарядних пістолетів під набій .38 Special з кулею з пласкою головною частиною. Через фланцеву форму набою місткість магазина становить лише 5 набоїв. Версія знана як Модель 952, під набій 9 мм Парабелум, дотепер випускає Smith & Wesson's Performance Center у невеликій кількості. Модель 52 була знята з виробництва в 1992 році коли зламалося обладнання для виробництва пістолета, а його заміна була коштовною.

## Історія
У 1961 році Smith & Wesson представили Модель 52 цільовий пістолет створений на базі пістолета Smith & Wesson Модель 39. Його було розроблено під набій .38 Special Wadcutter для змагань Bullseye shooting.
Перша версія Моделі 52 отримала УСМ від Моделі 39, з можливістю обирати подвійну дію за допомогою простого гвинта який змонтовано на рамі, це дозволяє стріляти з пістолета як з одинарною так і з подвійною дією в залежності від положення гвинта.
У 1963 році було представлено Модель 52-1 зі спеціально розробленим ІСМ одинарної дії й випускали його до 1970 року, коли його замінили на Модель 52-2. Серед змін у Моделі 52-2 були покращений екстрактор. Виробництво цієї версії тривало 23 роки.
У 1992 році, 30-річне обладнання, яке використовували для виробництва Моделі 52, було визнане зношеним і почало давати збій. Smith & Wesson ухвалили рішення замінити його і виробництво пістолета було припинено. Останній пістолет Моделі 52-2 було випущено 23 липня 1993 року. Серійний номер пістолета був «TZW9149» і його передали на зберігання у приватний архів компанії.

## Модель 952
У 2000 році компанія Smith & Wesson представила Модель 952, як пістолет який випускає Performance Center на базі Моделі 52, але розроблений під набій 9 мм. Серед покращень: 5-дюймовий цільовий ствол, сферична втулка ствола з титановим покриттям, 9-зарядний магазин, індикатор заряджання та затворний важіль безпечного спуску. Покращену версію було представлено у 2004 році, а у 2006 році було представлено варіант з 6-дюймовим стволом.